# Фефферман, Чарльз
Чарльз Луис Фефферман (англ. Charles Louis Fefferman; род. 18 апреля 1949, Вашингтон) — американский математик в Принстонском университете. Его основной областью исследований является математический анализ. В 1979 году избран в Национальную академию наук США.

## Биография
Чарльз Фефферман родился в еврейской семье. Поступил в колледж в двенадцать лет и написал свою первую научную работу на немецком языке в 15-ть. После получения в Мэрилендском университете в Колледж-Парке степени бакалавра в области физики и математики в возрасте 17-ти лет и докторской степени в области математики в Принстонском университете под руководством Элиаса Штайна в 20-ть, Фефферман получил полную профессуру в Чикагском университете в 22 года. Самый молодой профессор в истории Соединенных Штатов.
В 24 года Фефферман вернулся в Принстон в качестве полного профессора — должность, которую он занимает до сих пор. В 1976 году он первым из математиков получил премию Алана Уотермана, которой отмечает Национальный научный фонд молодых ученых за впечатляющие достижения. За свою работу в области математического анализа на Международном конгрессе математиков в Хельсинки в 1978 году Фефферман получил Филдсовскую премию. 
- BBVA Foundation Frontiers of Knowledge Award (2021)